# 大原町 (徳島市)
大原町（おおばらちょう）は、徳島県徳島市の町名。徳島市の調査による2011年8月現在の人口は5,092人、世帯数は2,034世帯。郵便番号は大原町(小神子・小神子山)が〒773-0070。その他は〒770-8012。

## 地理
徳島市の東部に位置し、勝占地区に属する。北西は論田町、西から南は小松島市に接し、東は紀伊水道に面する。西部を徳島県道120号徳島小松島線（旧国道55号）が走り、南西端で徳島県道16号徳島上那賀線が分岐する。
紀伊水道と面している側には大神子海岸が広がり、この大神子海岸と日峰山一帯を日峯大神子広域公園として整備されている。
小神子・小神子山は徳島市内から直接通じる車道がなく、小松島市を通過しないと往来ができない事実上の飛地となっていて、郵便番号・市外局番（0885、他の徳島市各地区は088）も小松島市側のものとなっている。

### 河川
- 打樋川

### 小字
- 池ノ内
- 池内山
- 壱町地
- 内開
- 大神子

- 於庄谷
- 掛
- 籠
- 川添
- 荒神谷

- 小神子
- 小神子山
- 外籠
- 千代ケ丸
- 千代ケ丸山

- 中須
- 長尾
- 糠坪
- 野神
- 浜

- 東千代ケ丸
- 広裏
- 水ケ谷
- 三ツ谷
- 余慶

## 歴史

### 大原浦
江戸時代から明治22年にかけて勝浦郡に存在した村名。徳島藩領。村高は、寛文4年の高辻帳では枝村大神子・外籠ともに140石余、享保元年の高辻帳と天明7年の高辻帳も同高。「天保郷帳」は1,655石余で、同高には論田浦分も含むかと思われる。
明治4年に徳島県となり、また同年に名東県、明治9年に高知県を経て、明治13年に再び徳島県に所属。明治22年に勝占村の大字となる。

### 勝浦郡大原
明治22年から昭和27年まで存在した勝占村の大字で昭和26年からは徳島市の大字となる。
明治24年の「徴発物件一覧表」には「大原浦」と見え、戸数139・人口676（男325。女351）、厩6、船66。
昭和27年、大原町となる。

## 交通

### 道路
都道府県道
- 徳島県道16号徳島上那賀線
- 徳島県道120号徳島小松島線

### 路線バス
徳島バス
- 大神子テニスセンター
- 大神子海岸入口
- 大神子園前
- こども広場前
- 三ツ谷
- 大神子病院前
- 自治会館前
- 第二団地
- 大神子口
- 大原

## 施設
- 日峯大神子広域公園
- 大神子海岸
- 小神子海岸
- 大神子テニスセンター
- 徳島ユースホステル

かつて存在した施設
- 徳島県運転免許センター